# Abdou Alassane Dji Bo
Abdou Alassane Dji Bo (15 de junio de 1979) es un deportista nigerino que compitió en judo. Ganó tres medallas en el Campeonato Africano de Judo entre los años 2004 y 2006.

## Palmarés internacional
| Campeonato Africano | Campeonato Africano          | Campeonato Africano | Campeonato Africano |
| Año                 | Lugar                        | Medalla             | Categoría           |
| ------------------- | ---------------------------- | ------------------- | ------------------- |
| 2004                | Túnez (Túnez)                | Medalla de bronce   | –66 kg              |
| 2005                | Puerto Elizabeth (Sudáfrica) | Medalla de plata    | –66 kg              |
| 2006                | Puerto Louis (Mauricio)      | Medalla de bronce   | –66 kg              |